# Scânteia (Iași)
Pour les articles homonymes, voir Scânteia.
Scânteia est une commune roumaine située dans le județ de Iași.